# Adrienne Bailon
Adrienne Eliza Bailon (Las Vegas (Nevada), 24 oktober 1983) is een Amerikaans actrice en zangeres.
Bailon's doorbraak kwam in 1999, toen ze in de kerk in Madison Square Garden zong. Ze werd hier uitgekozen om als achtergrondzangeres te zingen in een concert van zanger Ricky Martin. Vervolgens werd haar aangeboden om van de R&B-groep 3LW lid te worden. Samen met Naturi Naughton en Kiely Williams bracht ze in 2001 het album 3LW uit. Van 2006 tot 2009 vormde ze samen met Kiely Williams, Sabrina Bryan en Raven-Symoné de groep The Cheetah Girls.
Van 2013 t/m 2022 was Bailon presentatrice bij het Amerikaanse praatprogramma The Real, samen met Tamar Braxton, Tamera Mowry-Housley, Jeannie Mai, Loni Love, Amanda Seales en Garcelle Beauvais.
In 2016 huwde ze gospelzanger Israel Houghton, met wie ze op 5 augustus 2022 haar eerste kind, Ever James, kreeg, die via een surrogaat werd geboren.

## Films
| Jaar | Titel                                   | Rol                                | Opmerkingen                     |
| ---- | --------------------------------------- | ---------------------------------- | ------------------------------- |
| 2001 | Taina                                   | Gia                                | 1 aflevering                    |
| 2003 | The Cheetah Girls                       | Chanel "Chuchie" Simmons           | opname voor TV (Disney Channel) |
| 2003 | The Cheetah Girls serie                 | Chanel "Chuchie" Simmons           | Niet uitgezonden                |
| 2004 | That's So Raven                         | Alana                              | 4 afleveringen                  |
| 2005 | Buffalo Dreams                          | Domino                             | Film (Disney Channel)           |
| 2005 | Taylor Made                             | Madison Santos                     | Niet Uitgezonden                |
| 2005 | Coach Carter                            | Dominique                          | Rol                             |
| 2006 | All You've Got                          | Gabby                              |                                 |
| 2006 | The Cheetah Girls 2: When In Spain      | Chanel "Chuchie" Simmons           | Film (Disney Channel)           |
| 2006 | Cuttin' da Mustard                      | Erma                               | Rol                             |
| 2008 | The Cheetah Girls 3: One World          | Chanel "Chuchie" Simmons           | Film (Disney Channel)           |
| 2008 | The Sisterhood of the Traveling Pants 2 | meisje dat dvd huurt               |                                 |
| 2008 | Keeping Up With The Kardashians         | Robert Kardashians nieuwe vriendin |                                 |
| 2012 | The Coalition                           | Katalina Santiago                  |                                 |
| 2013 | Lovestruck: The Musical                 | Noelle                             |                                 |
| 2013 | I'm in Love with a Church Girl          | Vanessa Leon                       |                                 |

## Albums

### The Cheetah Girls
- The Cheetah Girls
- The Cheetah Girls 2
- Cheetah-licious Christmas
- TCG

### 3LW
- 3LW
- A Girl Can Mack
- Naughty Or Nice

### Solo
- New Tradiciones

- Biblioteca Nacional de España: XX4826895
- Bibliothèque nationale de France: cb15070552x (data)
- International Standard Name Identifier: 0000 0001 1448 4147
- Library of Congress Control Number: no2008100404
- MusicBrainz: 9643d403-1f30-4b10-9040-d1067de8e7a6
- Istituto Centrale per il Catalogo Unico: UBOV217349
- Système universitaire de documentation: 162171102
- Virtual International Authority File: 76131364
- WorldCat: E39PBJtmyfyvqfMjYHXvMjwXBP